# Can Paraire
Can Paraire és un edifici del municipi d'Hostalric (Selva) que forma part de l'Inventari del Patrimoni Arquitectònic de Catalunya. És una casa entre mitgeres, situada al nucli urbà, al carrer Major.

## Descripció
És un edifici de planta quadrada, consta de planta baixa i dos pisos i Coberta amb teula àrab.

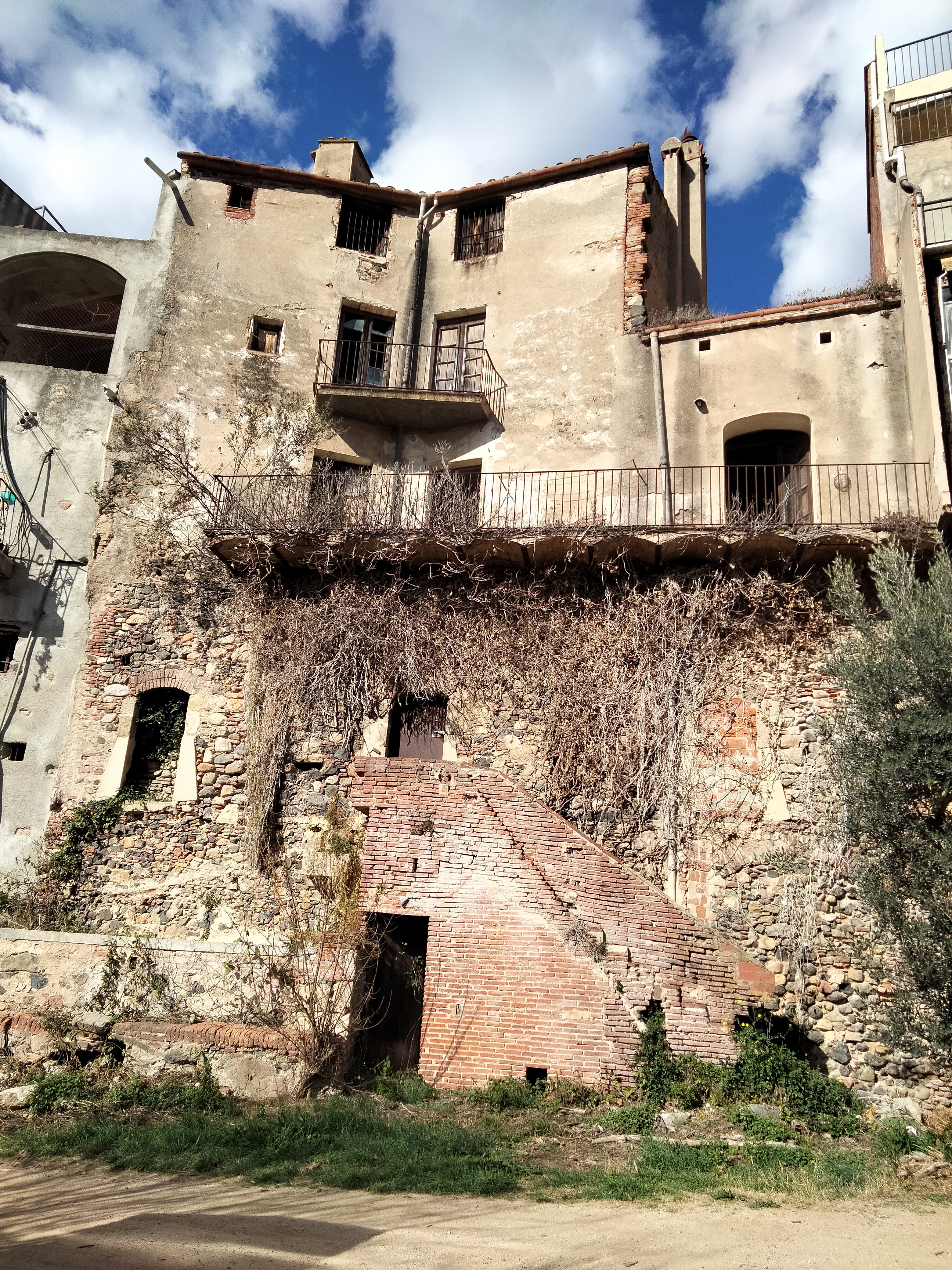
Façana del camí dels Ollers

El portal d'entrada té un arc de mig punt adovellat i amb brancals de pedra. Al costat, una gran finestra lateral amb una reixa de ferro forjat i amb forma convexa. Al primer pis hi ha un balcó falsament sostingut per unes senzilles mènsules (que irromp en l'arc del portal d'entrada), que ocupa gran part de la façana i amb barana de ferro forjat. Hi ha dues obertures quadrangulars amb brancals i llindes de pedra, igual que les petites finestres e l'últim pis. Al centre, entre les finestres del dos pisos superiors hi ha un escut amb les inicials E. P.
L'edifici està rematat per una cornisa sostinguda falsament per modillons i un frontó triangular, ornamentat amb motius geomètrics i coronat amb un antefixe.